# 第1SS装甲師団
第1SS装甲師団 ライプシュタンダルテ・SS・アドルフ・ヒトラー（だいいちSSそうこうしだん ライプシュタンダルテ・SS・アドルフ・ヒトラー、独：1. SS-Panzer-Division „Leibstandarte SS Adolf Hitler“）は、武装親衛隊の38個ある師団のひとつ。部隊名の意味は武装親衛隊の項目を参照。SS第1装甲師団は、第二次世界大戦における東部戦線と西部戦線において活躍した。師団章は初代の指揮官ヨーゼフ・ディートリヒの名前に鍵の意味があることに由来する。
ヒトラー個人の護衛部隊として発足、ナチ党による政権獲得後徐々に拡大され、エリート集団であるSS装甲師団の中でも最精鋭の師団となった。部隊の出動先は常にヒトラーにより決定されており、戦争中最も有名な武装親衛隊の師団の一つとして知られるようになった。

## 1923～1933年
ナチ党の初期に、信頼のできる忠実な男性から成る護衛部隊の創設が構想された。エルンスト・レームは、第19迫撃砲中隊から護衛組織を発足させ、最終的にこの組織は突撃隊として発展しその規模は拡大していった。ヒトラーは、ドイツ義勇軍をはじめとする他の右翼組織の影響を含む突撃隊の組織的性格に対する潜在的脅威に気がついており、1923年に、自分自身の護衛部隊の編制を命じた。当初、ユリウス・シュレックとヨーゼフ・ベアヒトルトに指揮された僅か8名で編成された部隊は、シュタプスヴァッヘ(Stabswache、幹部護衛隊の意)と呼ばれた。
この時点では、部隊は突撃隊の統制下にあったにもかかわらず、彼らは突撃隊と異なった制服を着用していた。シュレックは、プロイセンやドイツ帝国においてエリート部隊の象徴であった、髑髏の記章を復活させた。
その後、この部隊は『シュトーストルップ ・アドルフ・ヒトラー（Stoßtrupp Adolf Hitler　日：アドルフ・ヒトラー特攻隊）』と名を変え、1923年11月9日に、突撃隊や他の義勇軍組織と共に、ミュンヘン一揆に参加した。決起が失敗し、ヒトラーが収監されると、ナチス党とそれに関わる部隊は、解散されることになった。
1924年にヒトラーは釈放され、彼は直ぐに新しい護衛部隊を組織する。その部隊は再びシュタプスヴァッヘと名づけられるが、突撃隊の統制下には置かれなかった。1925年にこの部隊は、シュッツシュタフェル(Schutzstaffel,SS)と改称した。1933年までに、SSは小さな個人護衛部隊から5万人を越える組織へ成長した。
1933年3月17日、ヒトラーは自らの個人護衛部隊の編制を命じた。当時、ヒトラーのボディガードだったヨーゼフ・ディートリヒを指揮官に任じ、そして彼が有能で信頼できる親衛隊員120名を選抜し『SS＝シュタプスヴァッヘ・ベルリン（SS-Stabswache Berlin　日：ベルリンSS要人警護隊）』を編成、直ぐに『SS＝ゾンダーコマンド・ベルリン（SS-Sonderkommando Berlin　日：ベルリンSS特務部隊）』と改称した。部隊は、ヴェルサイユ条約により廃校となったベルリンの陸軍士官学校の兵舎を根拠地とした。
その後、『SS＝ゾンダーコマンド ツォッセン(SS-Sonderkommando Zossen)』と、『SS＝ゾンダーコマンド ユターボク(SS-Sonderkommando Juterbog)』が編成された。この2個部隊は9月に『SS＝ゾンダーコマンド・ベルリン』に統合されるまで、ナチス党幹部の護衛に使用され、SSの訓練部隊として機能し、短い間ではあったが準警察的な役割も果たした。統合された部隊はニュルンベルク党大会において『SS＝シュタンダルテ・アドルフ・ヒトラー（SS-Standarte Adolf Hitler　日：SS＝アドルフ・ヒトラー連隊）』となった。
1933年11月、SSシュタンダルテ アドルフ・ヒトラーはミュンヘン一揆10周年記念祭典の集会と、決起の際多くのナチス党員が倒れた場所に建てられた将軍廟の追悼式に参加した。隊員達はヒトラーへの忠誠を誓い、新たな部隊名『ライプシュタンダルテ・アドルフ・ヒトラー（Leibstandarte Adolf Hitler　略：LAH　日：アドルフ・ヒトラー身辺護衛連隊）』を授与され式典を終えた。

## ライプシュタンダルテの拡大

LSSAHを閲兵するヒトラー、ヒムラー、ディートリヒ

1934年4月13日、親衛隊全国指導者のハインリヒ・ヒムラーは、部隊が軍とSAから独立した組織であることを示すため、部隊名にSSを付けるよう命じ、最終的に『ライプシュタンダルテ・SS・アドルフ・ヒトラー（Leibstandarte SS Adolf Hitler　略：LSSAH　日：SS・アドルフ・ヒトラー身辺護衛連隊）』となった。
6月の終わりにLSSAHは、最初の出動を命じられた。
突撃隊幕僚長エルンスト・レームは、国軍に代わる突撃隊の国民軍化といった配下の組織の拡大を要求し始めていた。ヒトラーは一時、突撃隊を説得しその後、ヒムラーとヘルマン・ゲーリングに命令を下した。二人の精鋭部隊、ヒムラーのLSSAHとゲーリングの『ランデスポリツァイグルッペ・ゲネラル・ゲーリング（Landespolizeigruppe  General Göring　日：州警察集団ゲーリング将軍）』が行動に移った。LSSAHはユアゲン・ヴァグナーとオットー・ライヒの指揮下、2個中隊を編成し6月30日にミュンヘンへ移動した。

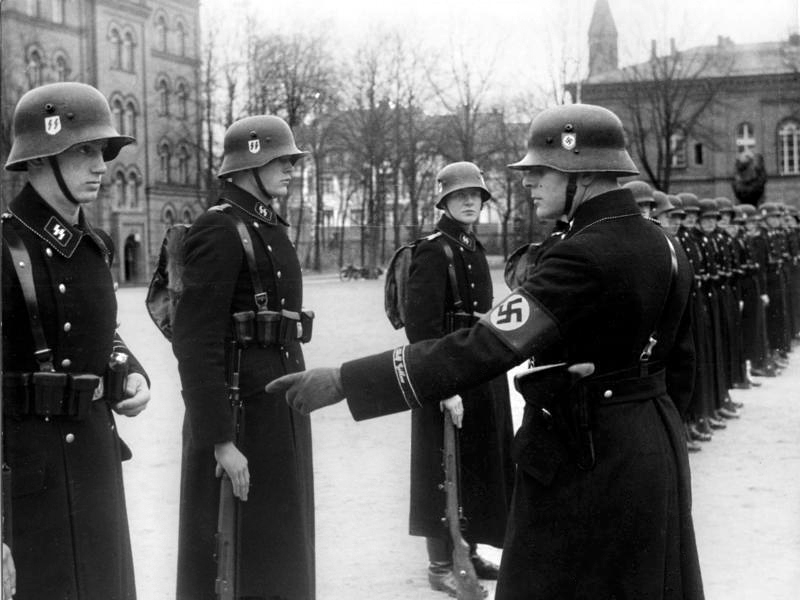
1938年のLSSAH

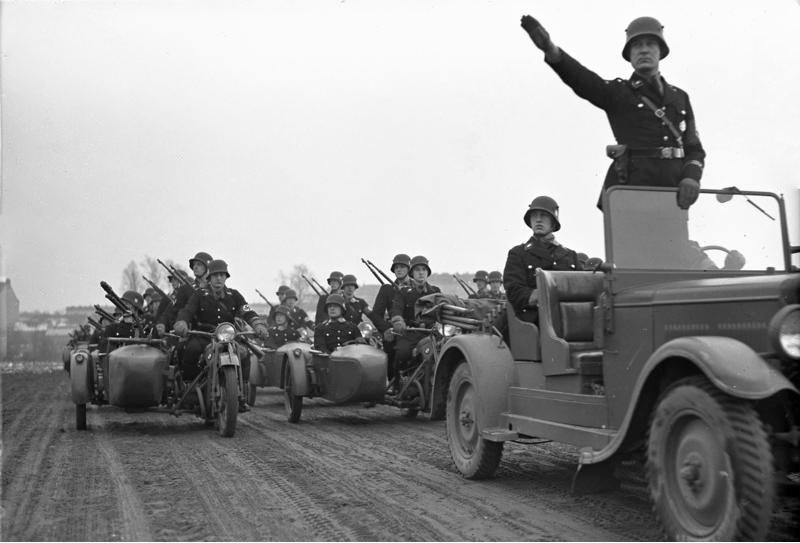
1939年、LSSAHのオートバイ部隊

ヒトラーは、全ての突撃隊の指揮官に休暇を命じ、ミュンヘン近くのバドヴィッセにあるハンゼルバオアーホテルで行われる会合に出席するように命じた。6月30日、ヒトラーはディートリッヒ及びLSSAHからの部隊と合流し、レームの逮捕と処刑を命じるためバドヴィッセに向かった。LSSAHの実行中隊はゲーリングの警察部隊と共に、死の部隊として数日間裁判なしで多くの処刑を実行した。ナチ当局はこれを『レーム事件、通称「長いナイフの夜」）』と呼び、ラジオ放送等の声明を通じて粛清の正当性を主張した。1934年7月13日までに少なくともレーム以下177名のSA幹部が処刑された。
LSSAHとゲーリングの部隊による行動は、ヒトラーにとって障害であった、突撃隊の脅威を効果的に取り除くことに成功した。「長いナイフの夜」の「成功」に伴い、LSSAHは名実ともに連隊（Standarte, シュタンダルテ）規模に拡張され11月の終りまでに3個大隊、オートバイ中隊、迫撃砲中隊、装甲車小隊の自動車化部隊に拡大した。そしてSSは突撃隊の統制下から完全に離れ、新しい志願者が多く募った。LSSAHは、ナチズムのアーリア民族至上主義を反映し、志願者は厳格な募集規則により心身とも強固で熱心な党員であるアーリア系血統の者のみ認められた。
LSSAHはニュルンベルク党大会や総統官邸の儀仗隊などを勤め、1935年にザールラント併合、1938年には、オーストリア併合、ボヘミアとシレジアに挟まれたズテーテン地方の進駐にも参加した。

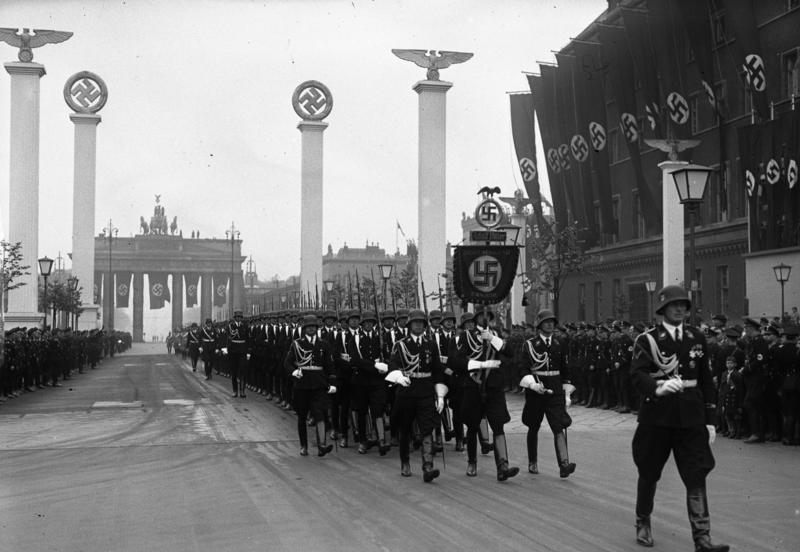
アドルフ・ヒトラー生誕50年を祝しブランデンブルク門を行進するLSSAH（1939年4月20日）

1939年1月、「ライプシュタンダルテ舞踏会」がベルリン動物園で開催された。ディートリッヒは部下とともに、有名な俳優ハンス・アルバース、ハインリッヒ・ゲオルゲ、ケーテ・フォン・ナギーを用いて、この祭典を企画した。このときの主賓は、ドイツ陸軍総司令官ヴァルター・フォン・ブラウヒッチュだった。
ヒトラーが1939年中頃にSS師団の編制を命じた時、ライプシュタンダルテは、親衛隊特務部隊 (SS-VT) のSS連隊ドイッチェラント、SS連隊ゲルマニア、SS連隊デア・フューラーとは異なる独自の編制を指示された。LSSAHは兵力を増強され『歩兵連隊(自動車化) ライプシュタンダルテ・SS・アドルフ・ヒトラー（Infanterie-Regiment (mot.) „Leibstandarte SS Adolf Hitler“）』と改称した。しかしポーランド危機はSS師団の編制計画を延期させ、LSSAHはポーランド侵攻を準備する南方軍集団麾下の第XIII軍団に所属した。

## 戦争初期の戦い

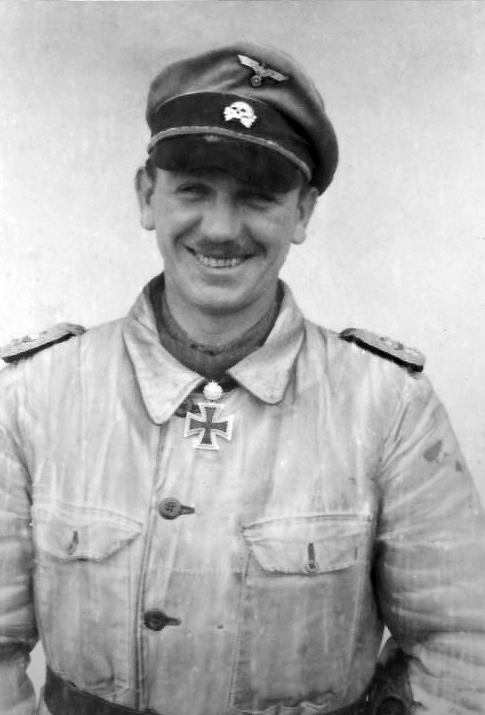
第1SS師団所属のクルト・マイヤーはその活躍から最年少で親衛隊大尉に昇進した

ポーランド侵攻(1939年)初期、LSSAHは第17歩兵師団に配属され挟撃の南側面防護を担った。連隊は、前進中のドイツ軍の側面を攻撃するポーランド騎兵部隊との激しい戦いに参加した。ウッチ近郊のパビャニツェで、LSSAHはポーランド第28歩兵師団とヴォリニア(Wołyńska)騎兵旅団を苛烈な白兵戦で退けた。 パビャニツェの勝利の後、LSSAHはワルシャワ近郊へ移動し、ゲオルク・ハンス・ラインハルト上級大将の第4装甲師団に配属された。そこで包囲突破を試みるポーランド軍と遭遇、突破へと必死な幾つかの試みを撃退した。 これらの戦闘で被ったLSSAHとSS-VTの高い損耗に対して一部の将軍は疑念を持ったが、LSSAHは作戦期間中、有能な戦闘部隊であることを証明した。
LSSAHはフランス侵攻作戦「黄色の場合（Fall Gelb）」の為に、オランダ国境に移動した。ロッテルダムでクアト・シュトゥデント上級大将指揮下の航空部隊(第7航空師団、第22空挺師団)の降下猟兵と提携し、アイセル川に架かる重要な橋の占拠の任務を受け、オランダ侵攻の先鋒を形成した。
フランスとオランダへの侵攻は1940年5月10日に開始された。その日LSSAHは目標の橋が破壊されていることを発見した後、ズトフェン近くでアイセル川を渡り75km進出、次の4日間で215km前進した。5月13日、ロッテルダム近郊でシュトゥデントがLSSAHかららしい射撃で重傷を負った。撃ったのはLSSAHかは不明だがこの事件で不信感を持たれた。5月14日、オランダ降伏後B軍集団予備になり短い休養を取った。

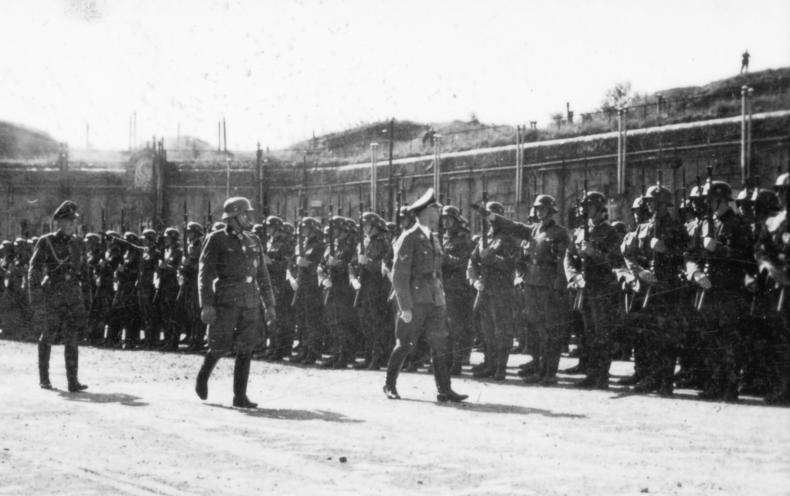
1940年、フランスでのハインリヒ・ヒムラーと第1SS師団

5月20日、フランスに移動し第6軍の第XXXXIV軍団の指揮下に入った。英軍機甲部隊によるアラスの反撃の後、LSSAHは親衛隊特務師団と共に、ダンケルク周辺の防御線を保持し、包囲した英軍派遣部隊とフランス軍を拘束、包囲網を縮める為に第一線へ移動した。LSSAHはヒトラーの停止命令を無視し攻撃を続け、5月25日、ウォルムハウトに近いワッテンバーグ高地の英軍砲兵陣地を制圧した。この戦闘で連隊は大きな損耗を被った。
ウォルムハウト占領の任務を受けたヴィルヘルム・モーンケSS大尉指揮のLSSAH第II大隊は英軍第48師団の頑強な抵抗に遭遇した。戦闘後、部隊は連隊長のディートリッヒが戦死したという誤った報告を受けた。この誤報はウォルムハウトの虐殺と知られる、ディートリッヒの死に対する報復として英軍ロイヤル・ウォリックシャー連隊第2大隊の約80名の捕虜を殺害する事件を引き起こした。この虐殺が起こった事実にも拘らずモーンケの関与を知ること出来ず、その為、彼はこの件で裁判にかけられることはなかった。
フランス軍はソンム及びエーヌ川に沿って広がるウェイガンラインを構築し、ドイツ軍の前進の障害になった。パリ北西で再編成中のLSSAHはフォン・クライスト装甲集団に配属され、6月5日、アミアンの南でソンム川を越えウェイガンラインへの攻撃を開始した。6月11日、フランス軍の猛烈な抵抗にもかかわらず最終防御線は破られ、6月14日にパリは降伏した。LSSAHはクライスト装甲集団の先鋒としてフランス第2、第4軍の残余の追撃を南へ続け、第XVI軍団の指揮下に入りリヨンの西部に進出した。6月22日、ペタン元帥は休戦を要求し3日後にフランスは降伏した。フランスでの軍事行動で、LSSAHは約500名の損耗を出した。
7月、セップ・ディートリッヒが騎士十字章を受け、9月7日、メスのアルフェンスレーベン要塞の式典でヒムラーから新しい連隊旗を贈られた。

## 旅団への拡大―バルカン半島での戦闘

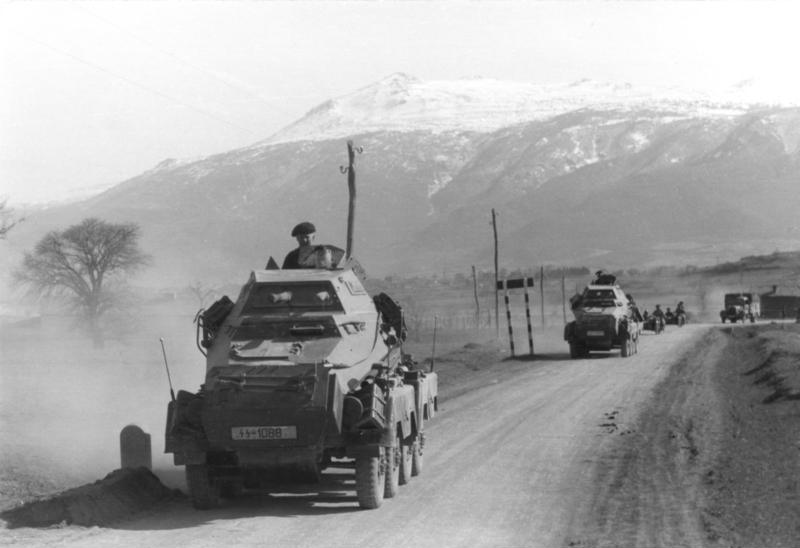
Sd Kfz 231を伴った第1SS

西部戦線の戦いが終了したあと、LSSAHに対空砲(FLaK)大隊と、突撃砲(StuG)中隊が加わり、旅団規模に拡張されたが名称は連隊のままであった。
その後、1940年後半にあしか作戦の準備の為に連隊は強襲上陸の訓練を受けたが、英本土上陸作戦は中止となり、部隊はギリシアとバルカン半島侵攻計画の一案であるマリータ作戦の準備の為、ブルガリアに移動した。
1941年4月6日、作戦は発動されLSSAHはゲオルク・シュトゥンメ将軍指揮の第XXXX装甲軍団麾下の第9装甲師団に続いて進軍した。連隊はプリレップ近郊で国境を越え、ギリシア領深くへ進出した。
LSSAHは4月10日にヴェヴィを占領した。増強されたクルト・マイヤーSS少佐のLSSAH捜索大隊は、ヴェヴィ南西のクリスラ峠の抵抗を排除し、ギリシア軍と英連邦軍の撤退を防止するために、カストリアへ突破する任務を受けた。ギリシア第20師団の抵抗は激しく、いくつかの文献では、SSはマイヤーが自軍の兵士の足元に手榴弾を投げて、やっとクリスラ峠を占領できたかの様な記述となっていた。
フリッツ・ヴィット(de:Fritz Witt)SS少佐の第I大隊は、オーストラリア軍、英軍、ニュージーランド軍が強硬に防衛するヴェヴィ南のクリディ峠の掃討任務を受けた。増強されたカンプグルッペ ヴィット(ヴィット戦闘団)は道路から排除され、2日以上激しい抵抗に直面した。4月12日朝、正面から強襲を開始し、午後遅くには峠から敵は掃討された。LSSAH第I大隊は戦死37名と負傷95名の損耗で、敵に520名以上の捕虜と多数の損耗を与えた。
2つの峠の陥落により、ギリシア第1軍の主抵抗線は崩壊し、撤退を阻止する戦いへと移った。4月20日に、ピンダス山脈の1,500mの高さにあるメツォボ峠での激戦が終わり、ディートリッヒに対して、ギリシア第1軍司令官によりギリシア全軍が降伏した。英連邦部隊は、ギリシアに唯一残った同盟軍となり、ペロポネソス半島へコリントス運河を渡って撤収した。4月26日、LSSAHは撤退する英連邦軍を遮断する為、パトラス湾に到達した。ディートリッヒは連隊に、湾を渡りペロポネソスのパトラスの町を確保するよう命令を下した。輸送船舶が入手できなかった為、LSSAHは重装備の多くを残さざるを得なかったものの、釣り船を徴用し湾を渡ることに成功した。4月30日、英連邦軍の部隊は捕虜となるか脱出した。LSSAHはアテネでの戦勝パレードで名誉ある地位を占めた。
マリータ作戦の後、LSSAHはバルバロッサ作戦の為に集結している南方軍集団に加わるよう命令され北に移動した。

## 独ソ戦(バルバロッサ)
マリータ作戦でのLSSAHの優れた功績に、ヒムラーは師団規模へ拡大するように命令を下した。既に旅団規模の部隊であったが、部隊はSS自動車化師団 ライプシュタンダーテ SS アドルフ・ヒトラー(SS-Motorisierte Division „Leibstandarte SS Adolf Hitler“)と改称した。にもかかわらず、ソビエト侵攻作戦であるバルバロッサ作戦発動前の為、完全な師団に編成する時間がなく新しい「師団」はまだ旅団規模のままであった。
LSSAHは、第LIV軍団に配属され予備部隊に置かれた。8月、エヴァルト・フォン・クライスト上級大将指揮の第1装甲集団麾下の第III軍団に転属となった。この間、LSSAHはウーマニ戦とキエフ占領に参加した。部隊は特に名を馳せたマイヤーの大隊と共に、激しい戦いに没頭した。
9月初め、クリミア半島掃討作戦の準備の為、部隊は再度第LIV軍団に転属となった。作戦は、1941年9月17日に発動された。LSSAHは、ターテルディッチ近郊のソ連軍防御陣地強襲の為、ペレコープ地峡を越える前にペレコープの町において激しい戦闘に巻き込まれた。
10月にLSSAHは再び第III軍団に転属しロストフ攻略戦に参加、11月の終わりに占領した。その後予想されるソ連軍の攻勢の為ロストフ外縁で陣地を構築した。バルバロッサ作戦の間、師団はソビエト領内を960kmも深く進攻した。
11月後半からは開始されたソ連軍による強烈な攻勢は、南方軍集団の防御線をロストフからミウス河まで後退させた。LSSAHはロストフで多数の損耗を被り後退し、ミウス地区で第XIV軍団の指揮下に入った。気温-40℃はソ連軍の攻撃に対しての牽制行動をほとんど不可能にし、不十分な冬季装備と一日150gの糧食だけで激しい防御戦闘を行い、ロシアでの最初の冬が終わった時5,281名の損耗を被っていた。
1942年春の泥濘期が終了した5月12日、ハリコフに向かってチモシェンコのソ連南西方面軍が攻撃を開始しドニエプロペトロフスク近くで戦線を突破、ハリコフ南東に進出した。LSSAHは第III軍団の一部として戦線の穴を埋めるために急行し陣地を保持した。その後、第1装甲軍の予備となり再編成のためスターリノに移動した。
6月28日ブラウ作戦が発動、LSSAHは第III装甲軍団に復帰した。7月12日からLSSAHは前線から引き抜かれ装甲擲弾兵師団への再編成とSS装甲軍団新設の為、占領下のフランスのノルマンディー地方に送られた。

## ハリコフの戦い

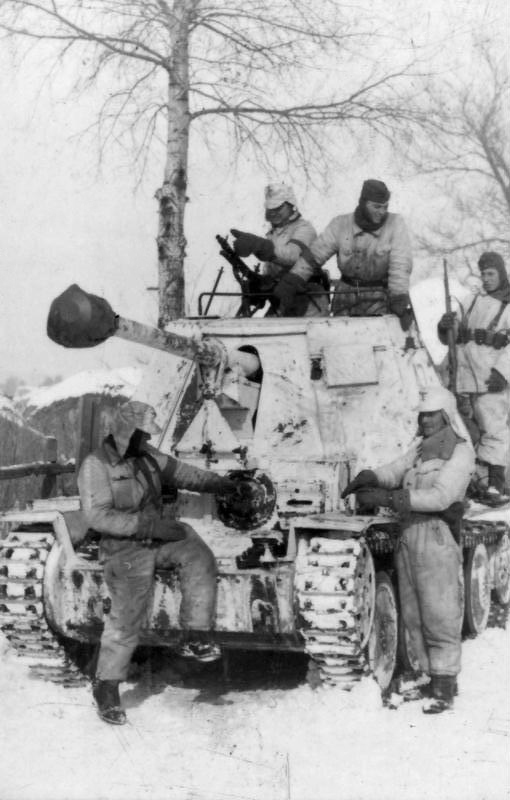
1943年、ハリコフでの第1SS師団

LSSAHは1942年の残りを装甲擲弾兵師団への再編成と訓練に費やした。1942年2月1日にIV号戦車を装備した3個中戦車中隊で構成された第1SS戦車大隊が編成されていたが、SS装甲軍団司令官パウル・ハウサーSS大将とヒムラーの努力により、大隊でなく戦車連隊を持つ装甲擲弾兵師団として編成された。これはSS装甲擲弾兵師団が、その名称にもかかわらず事実上の装甲師団であることを意味した。同様に、師団は9輌のティーガー戦車を受領し、LSSAH戦車連隊重戦車中隊を構成した。12月末に第9SS装甲師団編制の為、一部のベテラン下士官が異動した。
スターリングラード付近の前線の崩壊と、ドイツ第6軍の包囲は東部戦線全体の崩壊が近いことを意味していた。ドン軍集団司令官エーリッヒ・フォン・マンシュタイン元帥は、ハリコフ近郊のソ連軍の攻撃を止めるための増援を要請、SS装甲軍団は出動命令を受けた。
1943年1月後半にLSSAHは前線に到着、ハリコフの防衛にハウサーのSS装甲軍団はドネツ川に沿った防御線に投入された。彼らに対したのはソ連第3戦車軍であった。2月10日、LSSAHと第320歩兵師団の間に進入したソ連軍部隊を攻撃する為LSSAHは防御線を後退させ、メレファ近郊に部隊を集結しアングリフスグルッペ(Angriffsgruppe 攻撃群)を編成、激しい戦闘を行った。
ソ連軍に多大な損耗を強い、LSSAHは全ての攻撃を阻止したにもかかわらず、2月14日、ソ連軍はSS軍団とラウス軍団の防御線を突破しハリコフは包囲され、翌15日にハウサーはヒトラーの死守命令を無視しハリコフを放棄した。25日、LSSAHはソ連軍の圧力によりクラスノグラート近くまで後退した。28日にソ連第6軍の撤退を援護するため進出したソ連第3戦車軍をSS装甲軍団は挟撃し包囲、3月5日これを壊滅させた。そして、SS装甲軍団はハリコフへ進撃、10日にLSSAHはデルガチを占領した。

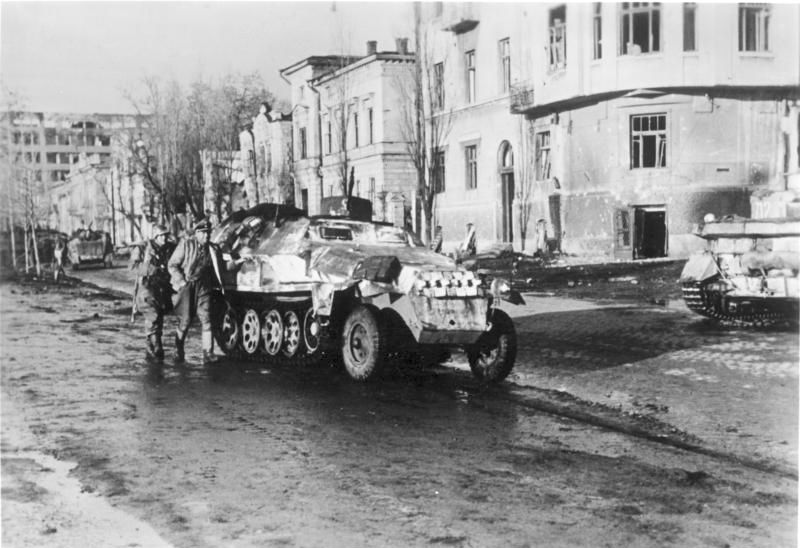
1943年、ハリコフ

3月11日、ハリコフ攻略を開始した。ヴィットの第1SS擲弾兵連隊は北から、マイヤー戦闘団を指揮下に入れたテオドーア・ヴィッシュの第2SS擲弾兵連隊は西から市街へ突入した。激しい戦闘で一軒ずつソ連兵を掃討し、15日、ハリコフはドイツ軍の手に戻った。LSSAHは引き続きベルゴロドへ突進し、3月18日パイパーは「奇襲によりベルゴロドを占領した」と報告した。その後クルスクを目指すが抵抗が激しくなり、3月26日に全ての作戦行動を終了した。
ヒトラーはディートリッヒの騎士鉄十字章へ剣を与えた。ハリコフ周辺での戦闘においてLSSAHは約4,500名の損耗を被り、その犠牲者の名誉を称えハリコフの「赤の広場」は「ライプシュタンダーテ SS アドルフ・ヒトラーの広場(Platz der Leibstandarte SS Adolf Hitler)」と改称された。
師団は休養と再編成のため後方に退いた。

## クルスク
春の泥濘が攻撃を止め、ライプシュタンダーテは休養と再編成の時間を与えられた。4月、師団長ディートリヒ他、将兵の一部が新しく編成された第1SS装甲軍団とSS装甲擲弾兵師団ヒトラーユーゲントに移動になった。後任の師団長はテオドーア・ヴィッシュになり、ハリコフ戦の損耗と併せて空軍から人員の補充を受け、6月末まで訓練に費やした。4月末、ヘルマン・ホト上級大将の第4装甲軍に配属され第2SS装甲軍団に改称した。5月、第1戦車大隊が装備更新の為ドイツに帰り、8月まで師団に戻らなかった。
7月2日、城塞（ツィタデレ）作戦に備え、ベルゴロド北西の集結地に移動した。7月4日夜、LSSAHの準備地域に破砕射撃を受けるが損耗は軽微。7月5日深夜、増強第1、第2SS装甲擲弾兵連隊が高地の前哨を占領した。0500時に城塞作戦を発動、準備射撃後に各増強連隊は前進を開始、ソ連軍防御陣地を突破しテテレヴィノに向け前進した。
9日午後、プロホロフカ攻撃の命令を受け、第2SS連隊は夜にテテレヴィノ南西に集結。10日、突撃砲大隊とティーガー中隊を含む第2SS連隊が攻撃を開始、1400時迄にコムソモレツ農場の敵を一掃、その後241.6高地を攻撃し1830時迄に占領。
11日、戦車部隊に支援されたソ連第9親衛空挺師団との激しい戦闘の末に252.2高地を占領した。その後、LSSAH戦車戦闘団はオクチャブリスキー農場を攻撃、ソ連軍を後退させた。LSSAHは突出した為プロホロフカに対する攻撃を中止、翌12日はトーテンコプ師団がLSSAH左翼のソ連軍を制圧後、トーテンコプの部隊と共に252.4高地とプロホロフカへの攻撃準備とされた。
12日、ソ連軍はプロホロフカ近くに第5親衛戦車軍を投入し反撃を行った（プロホロフカの戦い）。LSSAHは数カ所で防御線を突破されたが、多数のソ連軍戦車を破壊し多大な損耗をあたえ撃退した。対してLSSAHは比較的軽い損耗だったがソ連軍の反撃は前進を止めた。13日以降LSSAHは陣地の保持を命令された。
17日、ヒトラーの指示により、SS装甲軍団はベルゴロドに後退した。これは、バドリオ政府によるムッソリーニ罷免と、7月10日の連合軍のシチリア島上陸による状況に対応するためで、軍団はイタリアに送られることになっていたが、ミウス河の第6軍の戦線を突破された為投入されることになり18日移動した。途中、ドネツ川の戦線を突破したソ連軍に対する為スラビャンスク周辺に展開した。23日、攻撃準備を完了したが、ヒトラーの命令でLSSAHは攻撃を中止し、戦車連隊の装備を第2SS装甲擲弾兵師団ダス・ライヒと第3SS装甲擲弾兵師団トーテンコップに残し、イタリアへ移動した。

## イタリア

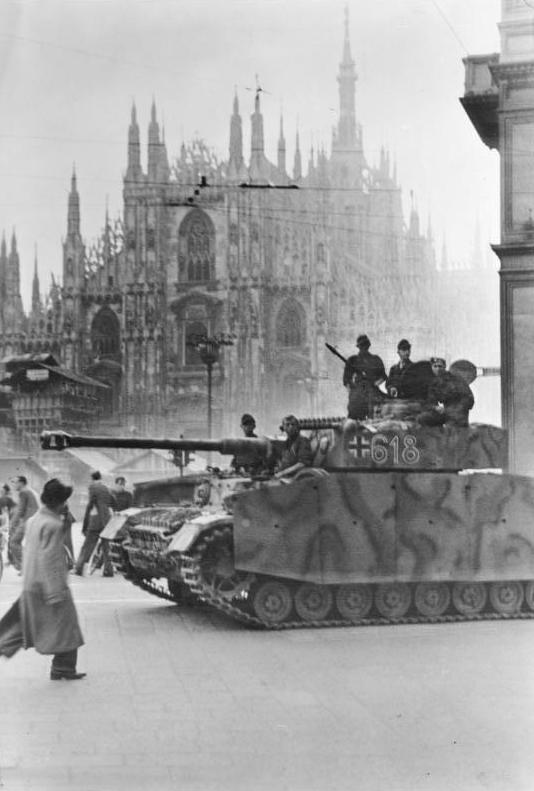
1943年、イタリア半島でIV号戦車を伴った第1SS師団

師団は前線から戻り、オーストリアのインスブルックで車輌の補充を受けた後、アルプスを越えて北イタリアへ向かった。師団は1943年8月8日にポー平原へ到着した。
LSSAHは、トレント-ヴェローナ地域の重要な道路と連絡駅の警備を命令された。この地域での数週間の作戦行動の後、師団はパルマ-レッジョ地域へ移動した。この期間中、師団はパルチザンとの幾つかの小戦闘を行った。
1943年9月8日にイタリアが降伏したことを受け、師団は近くのイタリア軍部隊の武装解除を命令された。これは9月9日のパルマに駐屯するイタリア軍部隊との短い衝突を除いて、順調に進んだ。9月19日までにポー平原の全てのイタリア軍部隊は武装解除された、しかし国防軍最高司令部 (ドイツ)はフランス国境の近くのピエモンテで、イタリア第14軍の部隊が再編成を行っているとの報告を受けて懸念を抱き、パイパーSS少佐のLSSAH第2装甲擲弾兵連隊第3大隊が同イタリア軍部隊の武装解除の為、派遣された。クーネオに到着したパイパーは出会ったイタリア軍将校から｢部隊を直ちにクーネオから撤退させなければ攻撃する｣と警告された。パイパーはこれを拒絶したためイタリア軍部隊は攻撃してきたが、パイパー大隊の歴戦の兵は逆にイタリア軍部隊を制圧し、更に地域内に残るイタリア軍を武装解除していった。これらの軍事行動により、LSSAHは大量のイタリア軍服とドイツがイタリア海軍に供与したUボート乗組員用の革製ジャケットを押収した。これらの押収品を着用したLSSAH将兵がノルマンディー上陸作戦時の記録写真のフィルムに残されている。
イタリアの崩壊と降伏により、パルチザンの活動は、各地で活発となった。LSSAHはイストリア半島に送られ、対パルチザン作戦に従事した。イタリアにいる期間に、LSSAHは完全な装甲師団に刷新され、第1SS装甲師団ライプシュタンダーテ SS アドルフ・ヒトラー(1. SS-Panzer-Division „Leibstandarte SS Adolf Hitler“)と改称した。11月初め、東部戦線の情勢悪化により師団をロシア戦線に送ることが決まり、11月中旬、ジトーミルに到着した。

## 東部戦線
LSSAHは、ジトーミル付近での反撃のため第4装甲軍麾下の第XXXXVIII装甲軍団に配属された。11月15日、ブルシーロフへの攻撃を開始、25日までに第1、第19装甲師団とでソ連3個軍団を包囲し多数の損耗を与えた。続いて27日、ラドミシュルへ攻撃するが激しい抵抗のため中止しジトーミル北部に移動。12月6日、西部から攻撃を再開し16日まで続いた戦闘でソ連第16軍の大半が壊滅した。12月19日から23日までメレニ北西に集結したソ連の4個歩兵軍団、3個戦車軍団に対し攻撃。24日、第XXIV装甲軍団の戦線が突破されLSSAHは移動しベルジーチフ前面で防御線を張った。
1944年1月1日、ベルジーチフから第XXXXVIII装甲軍団と第LIX軍団の隙間を塞ぐために北に移動、第68師団戦隊(Kampfgruppe 68. Infanteriedivision)、第208師団戦隊(Kampfgruppe 208. Infanteriedivision)が指揮下に入り防御戦を展開、19日、休養のため戦線を離脱した。この間にLSSAH重戦車中隊のティーガー戦車の指揮官ミハエル・ヴィットマンの戦功に対して柏葉付騎士鉄十字章が与えられた。
2月、シュテンマーマン集団の56,000名がコルスンで包囲された。この為、チェルカースィ地域に移動し第1装甲軍麾下の第III装甲軍団所属となった。第III装甲軍団と第XXXXVII装甲軍団はソ連軍の包囲線を突破し、孤立した部隊を救助する命令を受けた。これに対しヒトラーが介入し、ソ連軍の2個方面軍を逆包囲するという不可能な命令を下した。
Dr.フランツ・ベーケ少佐の第503重戦車大隊を含む陸軍戦車部隊の左側面を援護する為に、LSSAHは到着するとすぐに部隊は投入された。初期の成功にもかかわらず、ソ連軍の4個戦車軍団の抵抗とラスプティツァの泥濘により攻撃は直ぐに失速した。ドイツ軍は消耗しつつも、グニロイ・ティキッチ川に到達し、そこに小さな橋頭堡を構築した。2月の終わりまで包囲網内の残存部隊は橋頭堡を経由して脱出し戦闘は終了した。
3月4日にソ連の春期攻勢が開始された。LSSAHは直ぐ反撃に出たが進出を食い止めることができず、15日までに1,250名以下になった。22日、第1装甲軍全体がカメネツ・ポドルスキーで孤立した。LSSAHは包囲網を脱出するための激しい戦いに参加し、4月6日にはブチャッチ近くで第IISS装甲軍団と提携した。消耗したLSSAHは休養のためベルギーに送られた。

## ノルマンディー

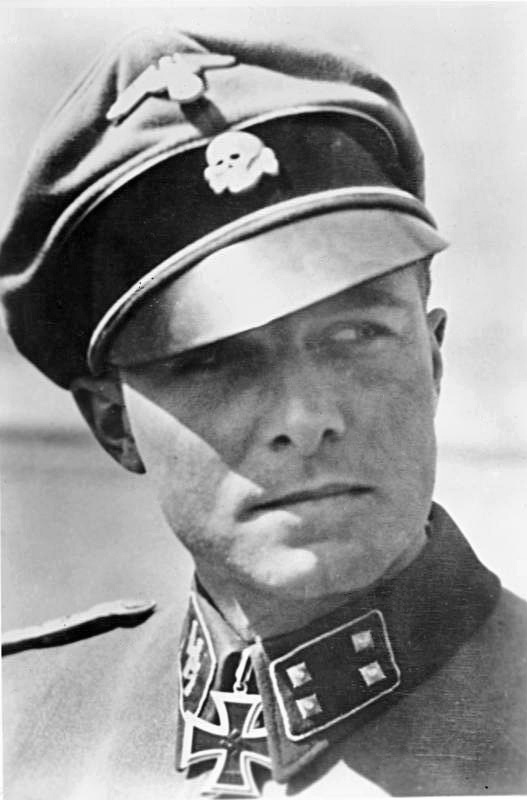
指揮官を務めたヨアヒム・パイパー大佐

ノルマンディー上陸作戦開始時、ヒトラーはノルマンディーへの上陸は陽動作戦とみなしていたため、LSSAHはベルギーに駐留を続け、ノルマンディーへの上陸が陽動でないことが判明した6月下旬に、ノルマンディーに派遣された。しかし、制空権は完全に連合軍側にあったため、鉄道での移送は困難を極め、多くの部隊は自走による移動を余儀なくされた。ノルマンディーでのLSSAHの最も重要な役割は、グッドウッド作戦に対しての対応であった。7月18日に開始された作戦において、3個の英軍機甲師団は歩兵の側面支援を受け、カーンとその東の高地の間の隙間を抜けて、ドイツ軍を包囲する予定になっていた。そこでは、ブルギバスで高地を越え、広がった平地へ突破しなくてはいけなかった。2,500機の航空機による3時間の爆撃でドイツ軍歩兵部隊を混乱させ、戦車を地上で破壊した後、作戦は開始された。
開始後すぐ、英軍の戦車が進出し第1目標を奪取した。第1SS戦車連隊第2中隊は、ガーセルスの近くの森に位置しており、ソリヤーズにいる英軍の攻撃命令を受けた。マルコメスSS中尉は、13輌のパンター戦車でブルギバス方面に進軍し、村の南南東に60輌の敵戦車を発見した。彼はそれを攻撃し戦車20輌を破壊、ソリヤーズを確保した。1200時頃に、第1SS戦車連隊第1大隊のパンター46輌は英軍第11機甲師団の第29機甲旅団と交戦に入った。ファレーズに予備として拘置していたLSSAH本隊は前線に急行した。1700時頃、左翼の英軍の攻撃を停止させた第21装甲師団と共に反撃、英軍は126輌の破壊された戦車を残しカーンに撤退した。
7月19日、最初のうちは散発的な戦車による突撃が行われていたため、グッドウッド作戦が中止になったかのようであった。しかし、1300時に英軍は再度増援を送り込み攻撃を開始した。彼らは、攻撃の先鋒に立った戦車の波でドイツ軍前衛部隊を蹂躙していった。しかし、先頭のシャーマン・ファイアフライ戦車、クロムウェル戦車が1600時頃ブルギバス近くの112高地に近づくと、部隊は攻撃をうけ大損害を受けた。この時、LSSAHのパンター戦車が112高地の陣地を保持していた。1500時頃、SS第12装甲師団の最初の部隊が到着し右翼を交代した。英軍は自分たちの橋頭堡から抜け出すことができなかったが、彼らは戦車493輌と4011名の損耗を被りながら橋頭堡を9km拡大した。
このドイツ軍の勝利にもかかわらず、数の優勢により5日後、アメリカ軍は橋頭堡から進撃する機会が生じた。増援部隊の欠如、日中の移動の妨害、乏しい補給により、ドイツ軍の防御は弱体化し、消耗が激しく戦闘を維持することができなかった。アメリカ軍は開けた土地を、一部隊はアヴランシュへ、他の部隊はサン・ローを包囲するように突破していった。ヒトラーは撤退を許さず、彼の信念のままに攻撃を命じた。
LSSAHは8月5日と6日に集結地に移動後、他の4個SS装甲師団と国防軍の3個装甲師団と共に8月7日に攻撃を開始した。2個装甲擲弾兵大隊、1個工兵中隊、1個対空砲大隊と共に、SS第1戦車連隊が攻撃に使用された。その日の天候は飛行に適しておらず、連合軍は攻撃が来ることを知っていたにもかかわらず、初めの内は攻撃は順調に進んだ。第2SS装甲師団はモルタンを再占領し、パイパー戦闘団はボーロピンに接近したが、大量の連合軍の航空機の来襲により攻撃は停止した。再度の攻撃が翌日に行われたが、それは失敗した。
その後、ノルマンディーでの戦闘は終結した。LSSAHは連合軍にファレーズで包囲された。しかし、それまでに部隊は小さな戦闘団規模に減っていた。第7軍司令官ハウサーはフォン・クルーゲ(西部方面軍司令官、フォン・ルントシュテットの後任)により、車輌と管理要員、第IISS装甲軍団(ホーエンシュタウフェンとフルンツベルク)を包囲網から撤退させることを命じられた。ヒトラーはこの包囲網から撤退する許可を与えていなかったため、部隊自体の意思によることとなった。8月22日、LSSAHは作戦可能状態の戦車や野砲が無いと報告をした後、下級指揮官や指揮官が各小戦闘団を率い包囲環を破り、撤退した。
これらの一連の軍事行動でLSSAHは5000名近い損耗を受けた。

## アルデンヌの戦い（ラインの守り作戦）

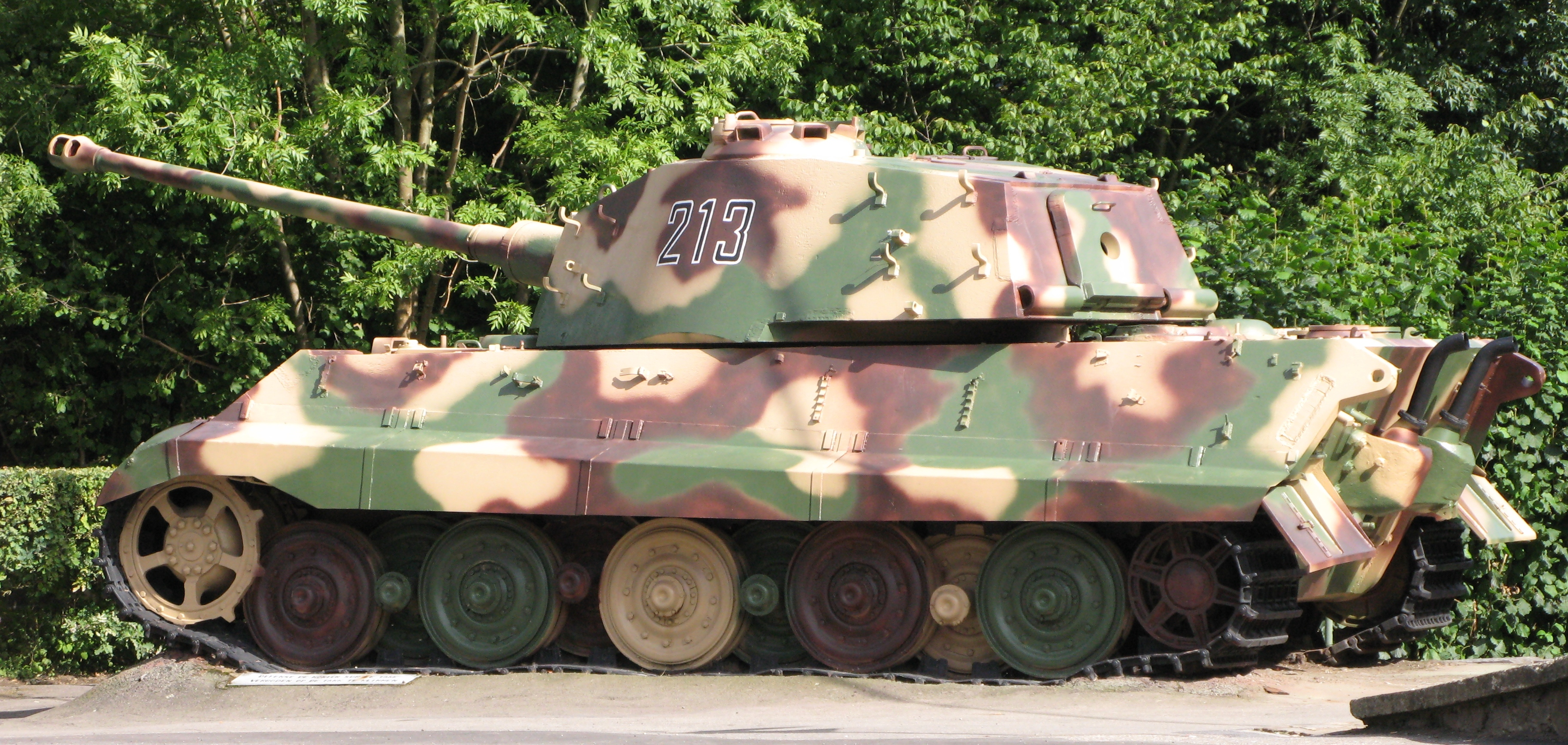
ラ・グレイズ近傍に遺棄された、パイパー戦闘団配下のティーガーII戦車（SS501重戦車大隊所属・砲塔番号213）（2008年撮影）

東部戦線でも西部戦線でもドイツ軍の敗北は決定的な状況となっていた。ヒトラーは最後に残った装甲予備戦力で、1940年のフランス戦の再現を狙い、英米との単独講和を行う実現不可能な夢を見ていた。将軍たちの反対もあったが、ルクセンブルク近傍のアルデンヌの森を突破し、ムーズ川を渡りアントウェルペン、ブリュッセルを占領する作戦(ラインの守り作戦、通称バルジの戦い)が実行された。主力攻撃部隊は第6装甲軍と第5装甲軍で、LSSAHは、第12SS装甲師団ヒトラーユーゲントとともに、第6装甲軍のSS第1装甲軍団に所属していた。
最初の計画では、LSSAHはムーズ川流域のアメィ、ヒュイの2つの町を占領しムーズ川を渡るとされていた。師団はいくつかの戦闘団に分割され、12月16日攻撃が開始された。前線のアメリカ第106師団は奇襲と圧倒的な装甲兵力に壊滅し、前線の突破を許したものの、地形の困難さに加え連合国の航空支援を避けるため悪天候時での作戦であったため、各道路では渋滞が生じ装甲部隊の進軍はなかなか進まなかった。夕方、パイパー戦闘団に前進命令が下り、12月17日には前線を突破しパイパーはスタブローを、ハンセン戦闘団はベヒットを確保した。翌日の12月18日にはパイパーはストゥーモンを経由し、ワルボモント近くまで前進するものの、アメリカ第10歩兵師団に進路をふさがれ、ラ・グレイズ近傍に撤退した。LSSAHの主力もスタブロー近傍に到着したが、北にはアメリカ軍の増援(第30歩兵師団)が到着してスタブローが奪回された。師団の進路正面には第10歩兵師団が、北には第30歩兵師団、南には第7機甲師団が存在し、包囲の危険が迫っていた。並進する予定の第12SS装甲師団はヴィッテンバッハ近傍でのアメリカ第1師団の抵抗にあい作戦は頓挫していた、LSSAH救出のため第12SS装甲師団は作戦を中止し、南部へ転進したが、既にパイパーは包囲され、ストゥーモン近傍でアメリカ第3機甲師団との戦闘で大きく消耗していた。12月23日天候が回復し、連合国の航空支援が再開するとドイツ軍の進軍は停止し、パイパーは撤退を決定した、これによりパイパーの部隊は重装備をほとんど失い、事実上パイパーの部隊は全滅した。南では第5装甲軍配下の第47装甲軍団の進軍によりバストーニュが包囲されていたが、12月26日アメリカ第4機甲師団の活躍により包囲が解かれた。LSSAHは、第12SS装甲師団、第9SS装甲師団ホーエンシュタウフェンと共に12月28日から1月2日にかけて、再度バストーニュ包囲を試みようと攻撃を行ったが、損失を出すだけで、作戦は失敗した。
1月23日作戦の中止が決定された。

## 「春の目覚め」作戦―オーストリアへの転進
「春の目覚め」作戦（1945年3月6日 - 1945年3月16日）は、第二次世界大戦におけるドイツによる最後の大規模攻勢であった。この作戦は1945年3月6日に厳格な防諜の下、実行された。ドイツ軍は東部戦線の、ハンガリー・バラトン湖近傍地区において攻撃を開始した。この地区には、未だ枢軸軍が利用できた最後の石油備蓄施設の一部が含まれていた。当作戦には、西部戦線において失敗に終わったアルデンヌ攻勢から後退してきた、第6SS装甲軍とLSSAHを含む多数のドイツ軍部隊が関わったが、作戦は失敗に終わった。最初の進撃は1週間も経たずにソ連赤軍による大規模な反撃で押しとどめられた。ヒトラーの死守命令にもかかわらず、赤軍の圧倒的な数的優位は、いかなる防衛をも不可能としていた。
「春の目覚め」作戦の失敗の後、ゼップ・ディートリッヒの第6SS装甲軍は段階的に、ウィーン地区へと後退した。徐々に接近する赤軍に対してドイツ軍は絶望的ながら防衛体制を構築し、赤軍による攻撃（ウィーン攻勢）を迎え撃った。しかし、ドイツ軍はウィーンを保持できず、当市は4月13日に赤軍の手に落ちた。
この敗北は、ヒトラーから第6SS装甲軍の司令官ゼップ・ディートリッヒに下された「Ärmelstreifen」（袖口徽章令）、あるいは「腕章令」に繋がった。軍は「状況に沿う戦闘を行わなかった」としてヒトラーは激怒し、不忠の象徴として、関わった武装親衛隊の部隊は、各々の部隊名を冠した袖章を取り外すように命じた。しかし、ディートリッヒは命令を拒み、軍にはその文言を伝えなかった。なお、ハインツ・グデーリアンによれば、部隊袖章のほとんどは既に「春の目覚め」作戦を隠蔽するため外されており、彼は後に、LSSAH、トーテンコップ、ホーエンシュタウフェン、ダス・ライヒの各師団における部隊徽章の着脱は、防諜上の理由によってなされたと記した。

## ベルリンの戦い―降伏
LSSAHの一部部隊は、ベルリンにおける戦闘で最期を迎えた。1945年4月22日、ヒトラーはヴィルヘルム・モーンケSS少将を、総統官邸と総統地下壕を含む官庁街（ツィタデル地区）の防衛司令官に任命した。モーンケは総統地下壕に司令部を置いて、LSSAHの総統警護隊などを基幹とする9個大隊(兵員2,000人)からなるモーンケ戦闘団を編成した。押し寄せるソビエト軍に対して果敢に戦闘を続けたが、4月30日にヒトラーが自殺。モーンケは官庁街を防衛する指揮下の全部隊に対して、ヒトラーの死とベルリンからの脱出について連絡した。5月1日23時、モーンケが中心となって10組の脱出グループに別れて順次脱出を開始、モーンケは先発隊を率いた。いくつかの小集団のみが、エルベ川西岸のアメリカ軍占領地域へ到達したが、モーンケのグループを含む大半がソビエト軍の包囲を突破できず捕虜となり、一部は降伏を潔しとせず自殺した。5月2日、ベルリン防衛軍司令官ヘルムート・ヴァイトリングから即時降伏命令を受け、モーンケ戦闘団を含むベルリン市内の全部隊が降伏した。
上記のベルリンで降伏した部隊を除くLSSAH師団本隊は、ウィーン陥落の時点で兵員1,600人、戦車16輌にまで戦力が低下していた。1945年5月8日に、シュタイアー地区においてアメリカ軍に降伏した。

## 作戦地域
- 1939/09-1939/?? ポーランド
- 1939/??-1940/05 ドイツ国内
- 1940/05-1941/04 フランス
- 1941/04-1941/?? ブルガリア・ユーゴスラビア・ギリシア
- 1941/06-1942/07 ソビエト
- 1942/07-1943/01 フランス
- 1943/01-1943/07 ソビエト
- 1943/07-1943/11 オーストリア・イタリア
- 1943/11-1944/04 ソビエト
- 1944/04-1945/03 ベルギー・フランス・ドイツ西部
- 1945/03-1945/05 ハンガリー・オーストリア

## 部隊編成と指揮官
騎士鉄十字章受章者数：58人

構成人種：ドイツ人

### 部隊名の変遷

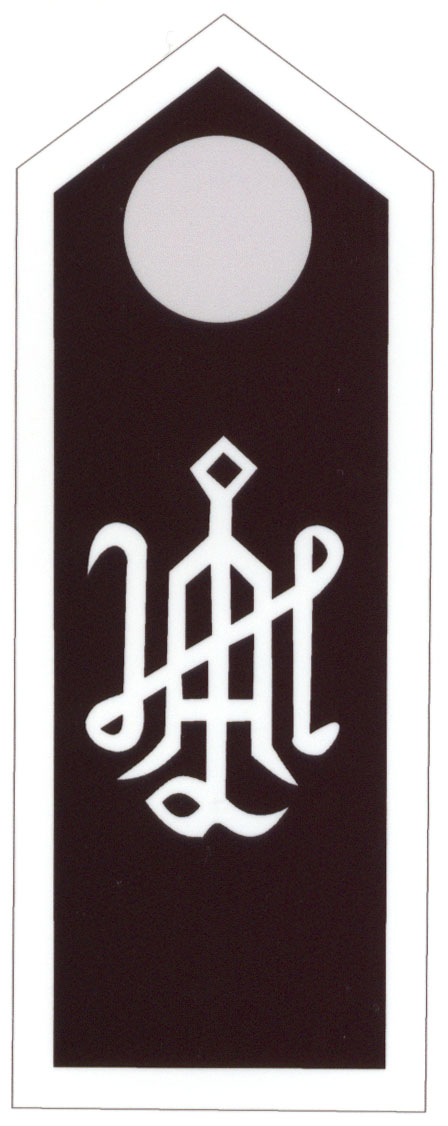
LSSAHの軍服の肩章

- 1923/??-1923/?? シュタプスヴァッヘ(Stabswache)
和訳：要人警護隊
(突撃隊附属)
- 1923/??-1923/11 シュトーストルップ・アドルフ・ヒトラー(Stoßtrupp Adolf Hitler)
和訳：アドルフ・ヒトラー特攻隊
(突撃隊附属)
- 1924/??-1925/?? シュタプスヴァッヘ (Stabswache)
和訳：要人警護隊
(突撃隊より独立)
- 1925/??-1933/03 シュッツシュタッフェル (Schutzstaffel)
和訳：親衛隊
- 1933/03-1933/04 SS＝シュタプスヴァッヘ・ベルリン(SS-Stabswache Berlin)
和訳：ベルリンSS要人警護隊
- 1933/04-1933/09 SS＝ゾンダーコマンド・ベルリン(SS-Sonderkommando Berlin)
和訳：ベルリンSS特務部隊
- 1933/05-1933/09 SS＝ゾンダーコマンド・ツォセン(SS-Sonderkommando Zossen)
和訳：ツォセンSS特務部隊
- 1933/07-1933/09 SS＝ゾンダーコマンド・ユターボク(SS-Sonderkommando Juterbog)
和訳：ユターボクSS特務部隊
- 1933/09-1933/11 SS＝シュタンダルテ・アドルフ・ヒトラー(SS-Standarte Adolf Hitler)
和訳：SS・アドルフ・ヒトラー連隊
- 1933/11-1934/04 ライプシュタンダルテ・アドルフ・ヒトラー(Leibstandarte Adolf Hitler, LAH)
和訳：アドルフ・ヒトラー身辺護衛連隊
- 1934/04-1939/08 ライプシュタンダルテ・SS・アドルフ・ヒトラー(Leibstandarte SS Adolf Hitler, LSSAH)
和訳：SS・アドルフ・ヒトラー身辺護衛連隊
- 1939/08-1941/05 歩兵連隊(自動車化) ライプシュタンダルテ・SS・アドルフ・ヒトラー (Infanterie-Regiment (mot.) Leibstandarte SS Adolf Hitler)
和訳：歩兵連隊(自動車化)『SS・アドルフ・ヒトラー身辺護衛連隊』
- 1941/05-1942/11 SS自動車化師団 ライプシュタンダルテ・SS・アドルフ・ヒトラー (SS-Motorisierte Division Leibstandarte SS Adolf Hitler)
和訳：SS自動車化師団『SS・アドルフ・ヒトラー身辺護衛連隊』
- 1942/11-1943/10 SS装甲擲弾兵師団 ライプシュタンダルテ・SS・アドルフ・ヒトラー(SS-Panzergrenadier Division Leibstandarte SS Adolf Hitler)
和訳：SS装甲擲弾兵師団『SS・アドルフ・ヒトラー身辺護衛連隊』
- 1943/10-1945/05 第1SS装甲師団ライプシュタンダルテ・SS・アドルフ・ヒトラー (1. SS-Panzer-Division  Leibstandarte SS Adolf Hitler)
和訳：第1SS装甲師団『SS・アドルフ・ヒトラー身辺護衛連隊』

### 指揮官
- 1938/08/15 - 1943/04/07 SS上級大将 ヨーゼフ・ディートリヒ
- 1943/08/15 - 1944/08/20 SS少将 テオドール・ヴィッシュ
- 1944/08/20 - 1945/02/06 SS少将 ヴィルヘルム・モーンケ
- 1945/02/06 - 1945/05/08 SS少将 オットー・クム

## 戦闘序列

### 1934年12月 「ライプシュタンダルテ・アドルフ・ヒトラー」
- (自動車化)SS連隊司令部附、通信及び軍楽小隊 (Stab SS-Standarte (mot) mit Nachrichtenzug und Musikzug)
- 第1大隊 (I. Sturmbann)
  - 第1〜3狙撃中隊 第4機関銃中隊 (1. - 3. Schützen-Sturm, 4. MG-Sturm)

- 第2大隊 (II. Sturmbann)
  - 第5〜7狙撃中隊 第8機関銃中隊 (5. - 7. Schützen-Sturm, 8. MG-Sturm)

- 第3大隊 (III. Sturmbann)
  - 第9〜11狙撃中隊 第12機関銃中隊 (9. - 11. Schützen-Sturm, 12. MG-Sturm)

- 第1爆薬投射中隊 (1 Minenwerfer-Sturm)
- 第1オートバイ兵中隊 (1 Kradschützen-Sturm)

### 1940年 (自動車化)歩兵連隊「ライプシュタンダルテ・SS・アドルフ・ヒトラー」
- 第1大隊 (I. Sturmbann)
- 第2大隊 (II. Sturmbann)
- 第3大隊 (III. Sturmbann)
- 第4警備大隊 (IV. Wachtbatallion)
- 砲兵連隊 (Artillerie-Regiment)
- LSSAH装甲車小隊 (Panzerspäh-Zug „LSSAH“)
- LSSAH通信小隊 (Nachrichtenzug „LSSAH“)
- LSSAHオートバイ指揮小隊 (Kradmeldezug „LSSAH“)
- LSSAHオートバイ小隊 (Kraderkundungszug „LSSAH“)
- LSSAH工兵中隊 (Pioniersturm „LSSAH“)
- 装甲突撃中隊 (Panzer-Sturm-Batterie)
- LSSAH軍楽隊小隊 (Musik-Zug „LSSAH“)
- LSSAH軽歩兵縦列 (Leichte Infanterie-Kolonne „LSSAH“)

### 1940年5月 (自動車化)「ライプシュタンダルテ・SS・アドルフ・ヒトラー」
- (自動車化)SS連隊司令部附、通信・軍楽・装甲偵察・工兵・オートバイ小隊 (Stab SS-Standarte (mot) mit Nachrichtenzug, Musik-Zug, Panzerspäh-Zug, Pionier-Zug und Kradmeldezug)
- 第1大隊 (I. Sturmbann)
  - 第1〜5中隊 (1. - 5. Kompanie)

- 第2大隊 (II. Sturmbann)
  - 第6〜10中隊 (6. - 10. Kompanie)

- 第3大隊 (III. Sturmbann)
  - 第11〜15中隊 (11. - 15. Kompanie)
    - 第13中隊 (歩兵砲) 13. (Infanteriegeschütz-) Kompanie
    - 第14中隊 (対戦車) (14. (Panzerabwehr-) Kompanie)
    - 第15中隊 (オートバイ兵) (15. (Kradschützen-) Kompanie)
    - 第16中隊 (重歩兵砲) (16. (schwere Infanteriegeschütz-) Kompanie)

### 1941年6月 (自動車化)歩兵連隊「ライプシュタンダルテ・SS・アドルフ・ヒトラー」
- 連隊司令部 (Stab Leibstandarte SS Adolf Hitler)
- 第1大隊 (I. Sturmbann)
  - 第1〜5中隊 (1. - 5. Kompanie)

- 第2大隊 (II. Sturmbann)
  - 第6〜10中隊 (6. - 10. Kompanie)

- 第3大隊 (III. Sturmbann)
  - 第11〜15中隊 (11. - 15. Kompanie)

- 第4大隊 (IV. Sturmbann)
  - 第16〜20中隊 (16. - 20. Kompanie)

- 第5大隊 (V. Sturmbann)
  - ベルリン警護部隊 (Wachtruppe in Berlin)

- 「シェーンベルガー」大隊 (Abteilung "Schönberger")
  - 第1(突撃砲)砲台 (1. (Sturmgeschütz-) Batterie)
    - 第2中隊 (PaK 36(t)砲装備)

- 重装備大隊 (schweres Bataillon )
  - 第1(軽歩兵砲)中隊 (1. (leichte Infanteriegeschütz-) Kompanie)
  - 第2(重歩兵砲)中隊 (2. (schwere Infanteriegeschütz-) Kompanie)
  - 第3中隊 (3. (5-cm Pak) Kompanie) (PaK 38装備)

- SS偵察大隊 (SS-Aufklärungs-Abteilung)
  - 第1・2オートバイ兵中隊 (1. und 2 Kradschützen-Kompanie)
  - 第3装甲偵察車両中隊 (3. Panzer-Spähwagen-Kompanie)
  - 第4重装備中隊 (4. schweren Kompanie)

- SS砲兵連隊 (SS-Artillerie-Regiment)
  - 第1軽大隊 (I. leichten Abteilung)
    - 第1～3砲台 (3 Batterien)

  - 第2(重)大隊 (II. (schweren) Abteilung)
    - 第4・5砲台 (4. und 5. Batterie) (15cm砲装備)
    - 第6・7砲台 (6. und 7. Batterie) (8.8cm砲装備)
    - 第8砲台 (8. Batterie) (10.5cm砲装備)

- SS高射砲大隊 (SS-Flak-Abteilung)
  - 第1・2砲台 (1. und 2. Batterie) (3.7cm砲装備)
  - 第3砲台 (3. Batterie) (2cm砲装備)

- SS工兵大隊 (SS-Pionier-Bataillon)
  - 3個中隊 (3 Kompanien)

- SS通信大隊 (Nachrichten-Abteilung)
- SS補給部隊 (Nachschubtruppen)

### 1942年 装甲擲弾兵師団「ライプシュタンダルテ・SS・アドルフ・ヒトラー」
- LSSAH 第1歩兵連隊 (Infanterie-Regiment 1 LSSAH)
- LSSAH 第2歩兵連隊 (Infanterie-Regiment 2 LSSAH)
- LSSAH 戦車連隊 (Panzer-Regiment LSSAH)
- LSSAH 砲兵連隊 (Artillerie-Regiment LSSAH)
- LSSAH 偵察大隊 (Aufklärungs-Abteilung LSSAH)
- LSSAH 対戦車猟兵大隊 (Panzerjäger-Abteilung LSSAH)
- LSSAH 突撃砲大隊 (Sturmgeschütz-Abteilung LSSAH)
- LSSAH 対空砲大隊 (Flak-Abteilung LSSAH)
- LSSAH 工兵大隊 (Pionier-Bataillon LSSAH)
- LSSAH 装甲通信大隊 (Panzer-Nachrichten-Abteilung LSSAH)
- LSSAH 補給部隊 (Versorgungs-Einheiten LSSAH)

### 1943年 装甲師団「ライプシュタンダルテ・SS・アドルフ・ヒトラー」
- 第1SS戦車連隊 (SS Panzer-Regiment 1)
- 第1SS装甲擲弾兵連隊LSSAH (Panzer-Grenadier-Regiment 1 „LSSAH“)
- 第2SS装甲擲弾兵連隊LSSAH (Panzer-Grenadier-Regiment 2 „LSSAH“)
- 第1SS装甲砲兵連隊 (SS-Panzer-Artillerie-Regiment 1)
- 第1SS対空砲大隊 (SS-Flak-Artillerie-Abteilung 1)
- 第1SSロケット砲大隊 (SS-Nebelwerfer-Abteilung 1) (1944年9月時点)
- 第1SS突撃砲大隊 (SS-Sturmgeschütz-Abteilung 1)
- 第1SS装甲偵察大隊 (SS-Panzer-Aufklärungs-Abteilung 1)
- 第1SS対戦車猟兵大隊 (SS-Panzerjäger-Abteilung 1)
- 第1SS装甲工兵大隊 (SS-Panzer-Pionier-Bataillon 1)
- 第1SS装甲通信大隊 (SS-Panzer-Nachrichten-Abteilung 1)
- 第1SS補給部隊 (SS-Versorgungs-Einheiten 1)
- 第1SS野戦補充大隊 (SS-Feldersatz-Bataillon 1) (1944年10月時点)

## ギャラリー

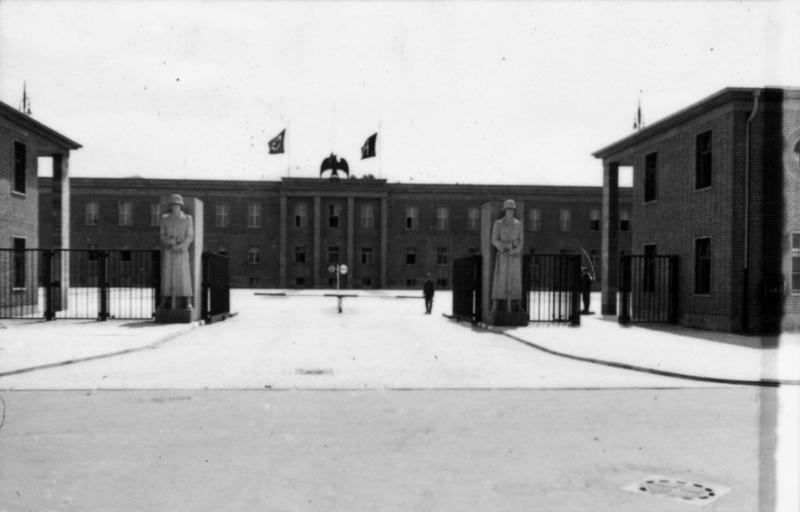
ベルリン・リヒターフェルデのLSSAH兵舎正門
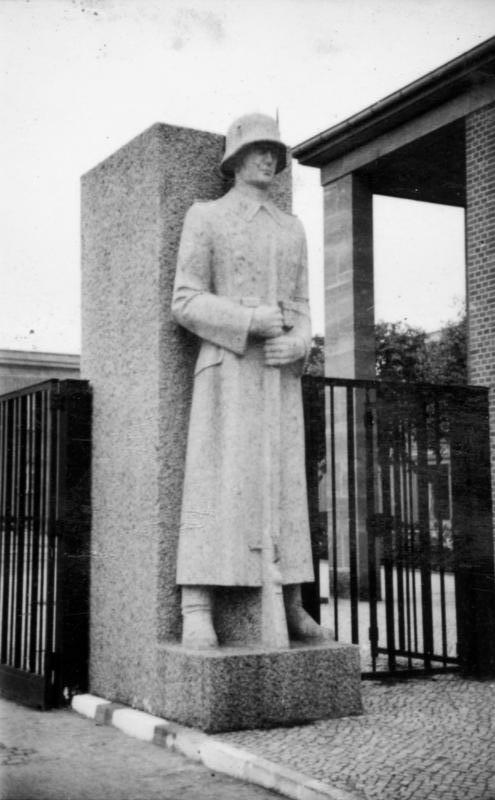
兵舎正門の立像
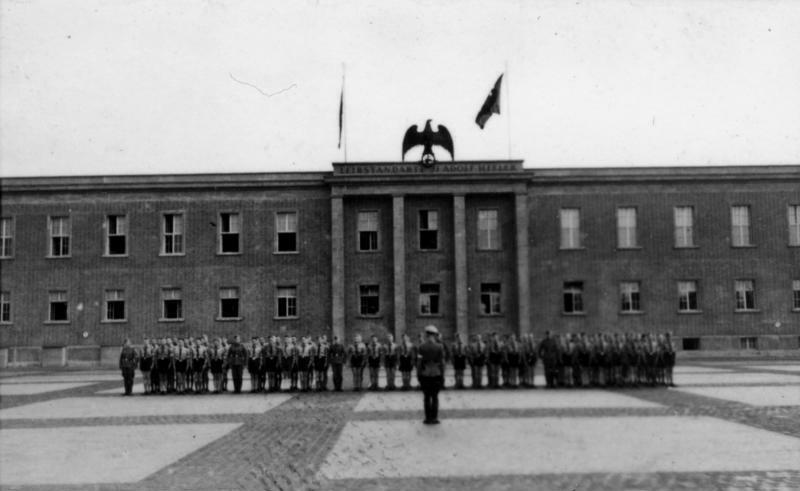
LSSAH兵舎の見学に訪れ整列するヒトラーユーゲント
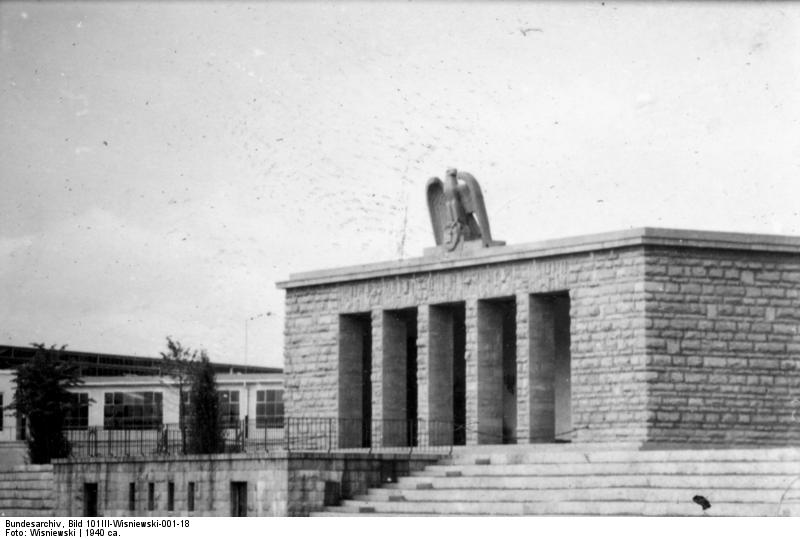
LSSAH兵舎内の名誉会館(Ehrenhalle)
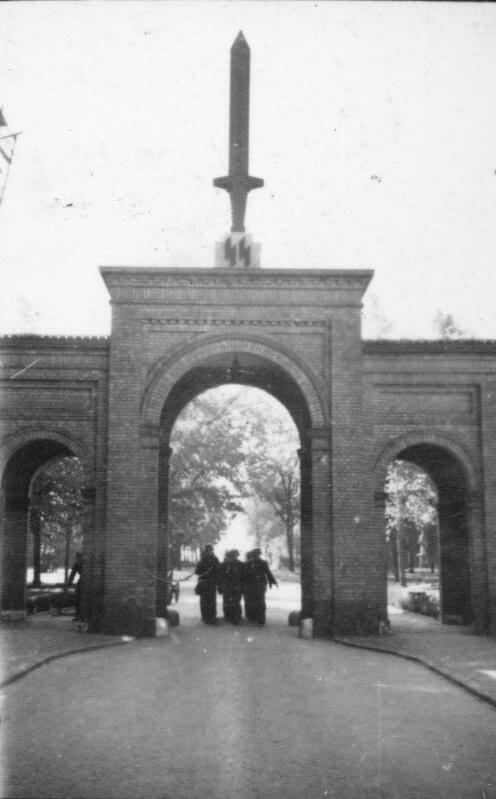
SSのルーン文字が刻印された兵舎内の門
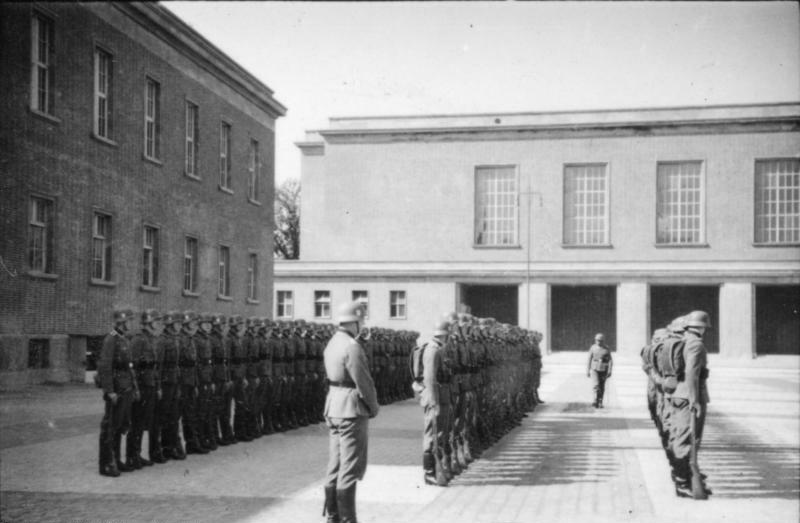
兵舎内で整列するLSSAHの部隊
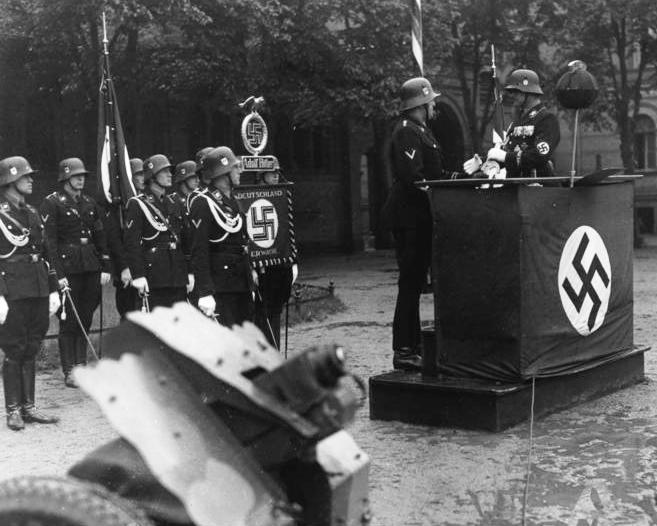
LSSAH結成3周年大会の演壇に立つディートリッヒ（1935年5月23日）
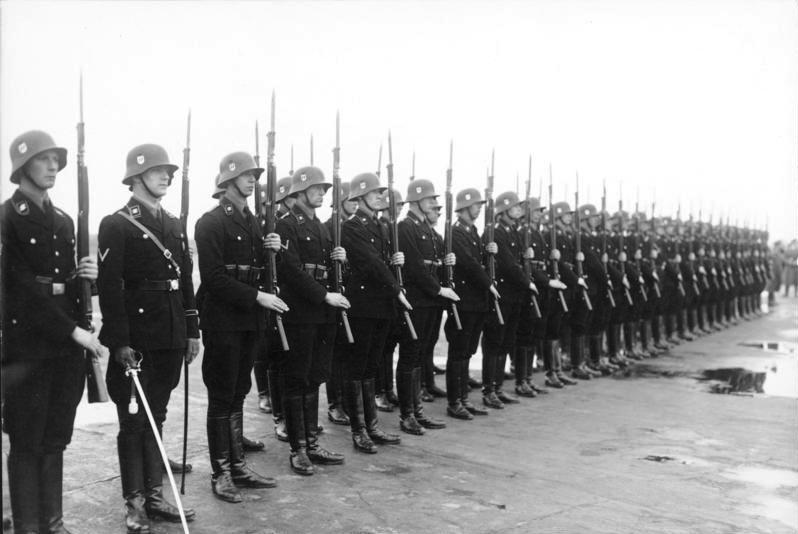
整列する黒色勤務服姿のLSSAH隊員（1935年）
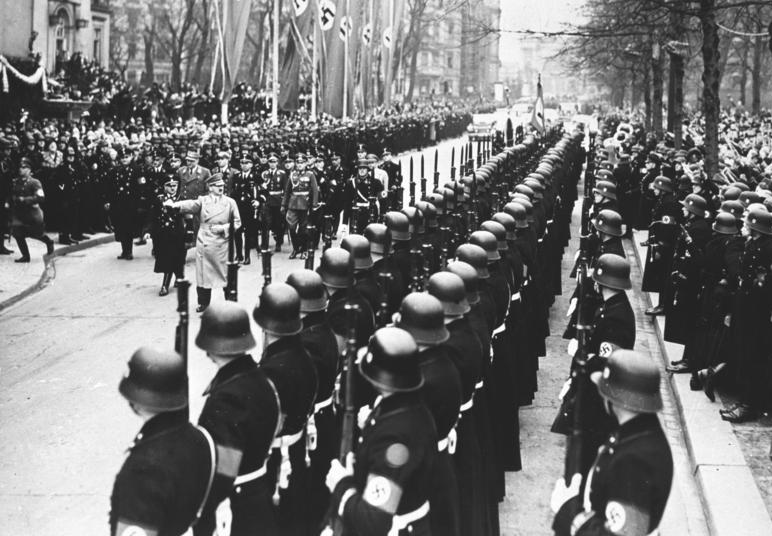
LSSAHを閲兵するヒトラー（1938年）
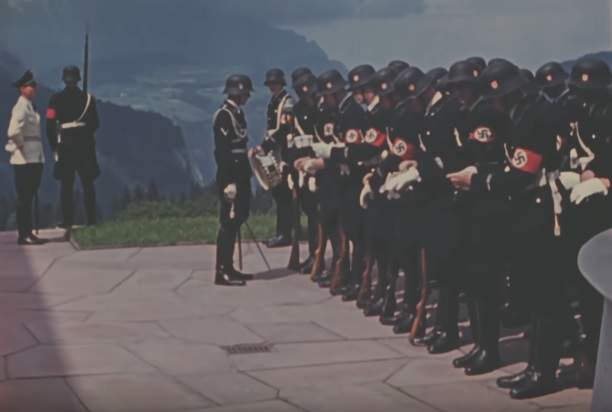
ベルクホーフ山荘にて整列するLSSAHの警護部隊
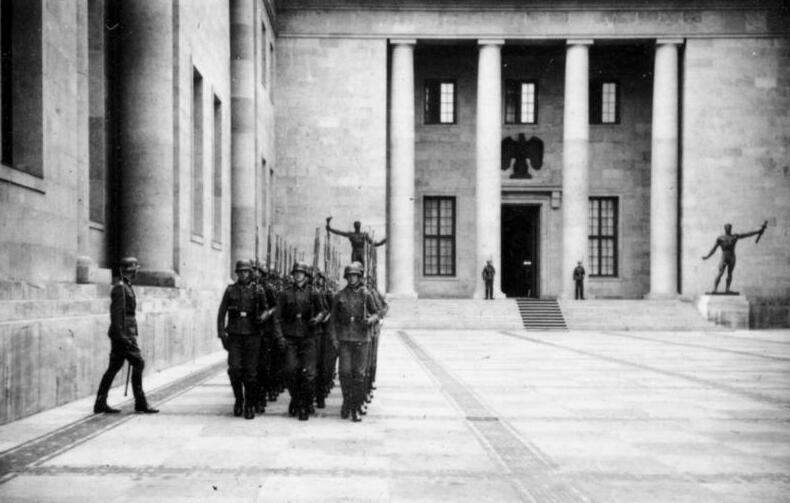
総統官邸の警護にあたるLSSAHの部隊（1940年）
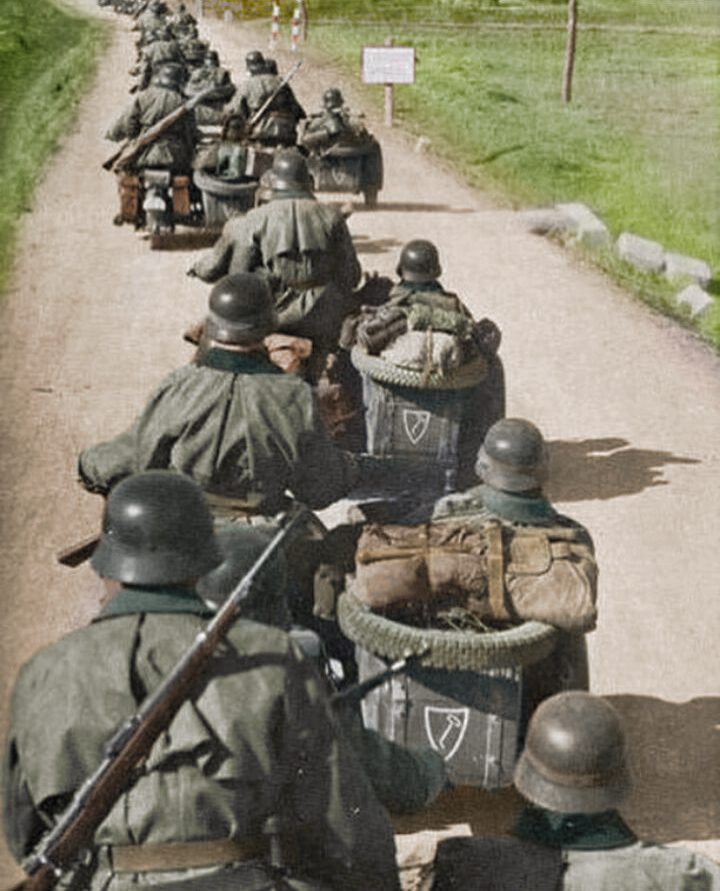
車体後面に師団記章があしらわれたLSSAHのBMW・R75サイドカー
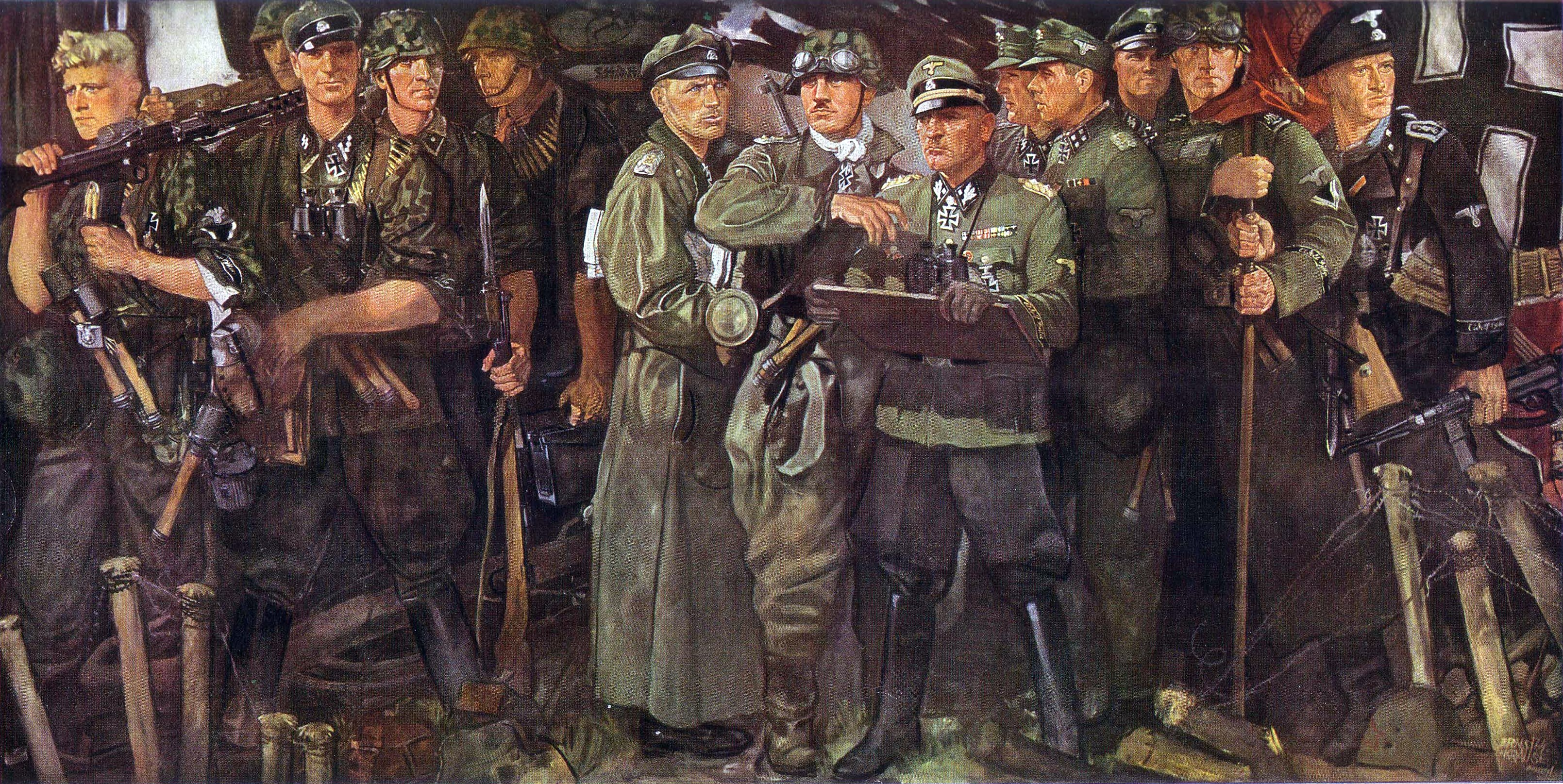
エルンスト・クラウゼSS少佐によるLSSAHの戦時プロパガンダ絵画（1942年作）

## 外部サイト
- 1.SS-Panzer-Division Leibstandarte Adolf Hitler at Feldgrau.com.
- 1. SS-Panzer-Division Leibstandarte SS Adolf Hitler at Axis History Factbook.
- Leibstandarte SS - ウェイバックマシン（2001年4月18日アーカイブ分）
- Leibstandarte "Adolf Hitler" - Waffen SS, miscellaneous photos and Information.
- 1.SS Panzer Division Leibstandarte the premier LAH reenacting unit.